# Arquidiocese de Cuenca
A Arquidiocese de Cuenca (em latim: Archidiœcesis Conchensis in Aequatore) é uma arquidiocese localizada na cidade de Cuenca, no Equador. Erigida como Diocese de Cuenca a partir do território da Diocese de Quito em 1º de julho de 1786, foi elevada à categoria de arquidiocese em 9 de abril de 1957.

## História

### Diocese
A diocese de Cuenca foi erigida em 16 de janeiro de 1769 pelo Papa Clemente XIII , por uma bula confirmada pelo rei Carlos III da Espanha por um decreto real dado em Aranjuez em 13 de junho de 1773, obtendo o território da diocese de Quito (hoje Arquidiocese de Quito). Era originalmente sufragânea da Arquidiocese de Lima. O primeiro bispo de Cuenca foi José de Carrión y Marfil, eleito em 18 de dezembro de 1786. A antiga igreja matriz foi erguida como catedral da diocese.
Em 28 de maio de 1803, ele cedeu uma parte de seu território (correspondente a parte do Comando Geral de Maynas) para a ereção da diocese de Maynas (hoje diocese de Chachapoyas).
Em 29 de janeiro de 1837, ele cedeu uma parte de seu território para a ereção da diocese de Guayaquil (hoje arquidiocese de Guayaquil) por meio da bula In supremo beati do Papa Gregório XVI.
De 1818 a 1848, a cadeira ficou de fato vaga devido à reivindicação do governo republicano de exercer o direito de patrocínio. Os bispos eleitos pela Santa Sé não puderam governar a diocese. Desde 1838 o governo impôs para a diocese de Cuenca Pedro Antonio Torres, que foi eleito bispo apenas em 1843, mas renunciou no ano seguinte. Em 1847, o governo propôs José Manuel De Plaza, que foi eleito bispo em 1848.
Em 13 de janeiro de 1848, a diocese de Cuenca passou a fazer parte da província eclesiástica da arquidiocese de Quito.
Em 29 de dezembro de 1862, ele cedeu outra parte de seu território para a ereção da diocese de Loja.
Em 1890, o bispo Miguel León Garrido foi canonicamente suspenso do governo da diocese porque, com uma atitude intransigente que parecia anacrônica, havia provocado um escândalo, chegando até a excomungar o presidente da república.

### Arquidiocese
Em 9 de abril de 1957, a sede de Cuenca foi elevada à categoria de arquidiocese metropolitana com a bula Quasi mater do Papa Pio XII, para comemorar o 400º aniversário da fundação de Cuenca, com a aprovação do presidente Camilo Ponce Enríquez. Manuel de Jesús Serrano Abad, que serviu como bispo de Cuenca, tornou-se o primeiro arcebispo.
Em 29 de dezembro de 1957, em virtude do decreto Maiori animarum da Congregação Consistorial, cedeu à diocese de Riobamba o território correspondente aos cantões de Alausí e Chunchi na província de Chimborazo.
Em 26 de junho de 1968, cedeu outra parcela de seu território para a ereção da diocese de Azogues por meio da bula Quo magis Christi fidelium do Papa Paulo VI. 

## Prelados
|                     | Nome                                       | Período    | Notas                          |
| Arcebispos          | Arcebispos                                 | Arcebispos | Arcebispos                     |
| ------------------- | ------------------------------------------ | ---------- | ------------------------------ |
| 6º                  | Marcos Aurelio Pérez Caicedo               | 2016-atual |                                |
| 5º                  | Luis Gerardo Cabrera Herrera, O.F.M.       | 2009-2015  | Nomeado Arcebispo de Guayaquil |
| 4º                  | Vicente Rodrigo Cisneros Durán             | 2000-2009  |                                |
| 3º                  | Luis Alberto Luna Tobar, O.C.D.            | 1981-2000  |                                |
| 2º                  | Ernesto Alvarez Alvarez, S.D.B.            | 1971-1980  |                                |
| 1º                  | Manuel de Jesús Serrano Abad               | 1957-1971  |                                |
| Arcebispo-coadjutor |                                            |            |                                |
|                     | Ernesto Alvarez Alvarez, S.D.B.            | 1970-1971  |                                |
| Bispos-auxiliares   |                                            |            |                                |
|                     | Fernando Ortega Ortega                     | 2023-      | Atual                          |
|                     | José Bolivar Piedra Aguirre                | 2019-2022  | Nomeado Bispo de Riobamba      |
|                     | José Gabriel Diaz Cueva                    | 1967-1968  | Nomeado Bispo de Azogues       |
|                     | Manuel de Jesús Serrano Abad               | 1954-1956  | Elevado a Bispo                |
|                     | José Ignacio Checa y Barba                 | 1861-1866  | Nomeado Bispo de Ibarra        |
| Bispos              |                                            |            |                                |
| 17º                 | Manuel de Jesús Serrano Abad               | 1956-1957  |                                |
| 16º                 | Daniel Hermida Ortega                      | 1918-1956  |                                |
| 15º                 | Emmanuele Maria Polit                      | 1907-1918  | Nomeado Arcebispo de Quito     |
| 14º                 | Pelayo González y Conde                    | 1891-1899  |                                |
| 13º                 | Michele Leo                                | 1884-1890  |                                |
| 12º                 | Giuseppe Antonio Remigio Esteves de Toral  | 1861-1883  |                                |
| 11º                 | Liberato Fernández García                  | 1857-1858  |                                |
| 10º                 | Fermín Sánchez Artesoro, O.F.M.Cap.        | 1848-1853  |                                |
| 9º                  | Juan Gilberto Ruiz Capucín y Feijó         | 1847-1848  |                                |
| 8º                  | Jacinto Rodríguez Rico                     | 1827-1841  |                                |
| 7º                  | José Ignacio Cortázar y Labayen            | 1815-1818  |                                |
| 6º                  | Andrés Quintian Ponte de Andrade           | 1805-1813  |                                |
| 5º                  | Francisco Javier Fita y Carrión (y Lafita) | 1804-1804  |                                |
| 4º                  | Ramón Falcón Salcedo                       | 1803-1826  |                                |
| 3º                  | Francisco Javier Fita y Carrión (y Lafita) | 1803-1804  |                                |
| 2º                  | Antonio Palafox Croy de Abre               | 1800-1802  | Nomeado Bispo de Quito         |
| 1º                  | José Carrión y Marfil                      | 1786-1798  | Nomeado Bispo de Trujillo      |